# Ameridion unanimum
Espèce
Synonymes
- Theridion unanimum Keyserling, 1891
- Theridion quemadum Levi, 1959

 Ameridion unanimum est une espèce d'araignées aranéomorphes de la famille des Theridiidae.

## Distribution
Cette espèce se rencontre au Mexique, au Venezuela et au Brésil,.

## Publication originale
- Keyserling, 1891 : Die Spinnen Amerikas. Brasilianische Spinnen. Nürnberg, vol. 3, p. 1-278 (texte intégral).